# Ankazoabo
Ankazoabo – miasto we wschodniej części Madagaskaru, w prowincji Toliara. Liczy 24 254 mieszkańców.
Przez miasto płynie rzeka Sakanavaka.